# Protokół µTP
µTP, MTP (ang. – Micro Transport Protocol) – protokół sieciowy oparty na UDP opracowany przez firmę BitTorrent Inc. wraz z MIT. Używany jest w sieciach peer-to-peer. Stworzono go w celu łagodzenia opóźnień i eliminacji zatorów sieci, występujących w tradycyjnych rozwiązaniach sieci BitTorrent przez TCP. 
Został zaprojektowany tak, aby automatycznie zmniejszyć zużycie łącza, gdy potrzebuje tego inna aplikacja. Na przykład protokół µTP powinien automatycznie podzielić łącze pomiędzy klienta Torrent oraz przeglądarkę.

## Rozwój
μTP powstał podczas badań nad QoS w sieci Internet2 w celu poprawienia wydajności przesyłania dużych plików. Technologia została zaimplementowana w protokole transportowym przez firmę Plicto, założoną przez Stanislava Shalunova, która w 2006 roku została przejęta przez  BitTorrent Inc.. Następnie była rozwijana przez nowego właściciela. 
Pierwszy raz użyto tego protokołu w wersji beta klienta μTorrent 1.8.x, a opublikowana w wersji alfa μTorrent 1.9.
Implementacja μTP stosowana w µTorrent została wydzielona do biblioteki libutp i opublikowana na licencji MIT.
Początkowo, po opublikowaniu biblioteki została wykorzystana w kliencie KTorrent 4.0. Kolejnymi klientami były: qBittorrent od wersji 2.8, Vuze od wersji 4.5.0.5, Tixati od wersji 1.72 a także Transmission od wersji 2.30.